# Sensibilidade às condições iniciais
Sensibilidade às condições iniciais é uma propriedade matemática aplicada à sistemas dinâmicos, geralmente relacionada à teoria do caos e ao efeito borboleta.
Um sistema dinâmico é sensível às condições iniciais quando uma pequena diferença nas condições iniciais provocam um grande erro depois de uma certa quantidade de tempo, fazendo com que, devido à margem de erro ou erros de aproximação, qualquer previsão prática se torne completamente imprecisa a longo prazo.

## Definição
Um sistema dinâmico {\displaystyle f:X\to X}, definido sobre o espaço métrico {\displaystyle X}, é dito sensível às condições iniciais se existe {\displaystyle \delta >0} tal que, para todo {\displaystyle x\in X} e toda vizinhança {\displaystyle V\ni x}, existe um ponto {\displaystyle y\in V} um inteiro {\displaystyle n\geq 0} com {\displaystyle d(f^{n}(x),f^{n}(y))>\delta }. 
Heuristicamente, um sistema dinâmico é sensível às condições iniciais se existem pontos arbitrariamente próximos de {\displaystyle x} que se afastam a pelo menos {\displaystyle \delta } após um determinado tempo. Não é necessário que isso valha para todo ponto em uma vizinhança de {\displaystyle x}, mas para pelo menos um ponto em qualquer vizinhança de {\displaystyle x}.